# 都市高圧空気供給
都市高圧空気供給（としこうあつくうききょうきゅう、英: City-Wide compressed air delivery）とは市内の工場・家庭での動力源や郵便の配送を行うためのエネルギー源として、都市の中央に高圧空気の製造設備を作り、そこから各ユーザーまで配管を敷設し、高圧空気を供給するシステムである。19世紀後半頃から主にヨーロッパで構築された。

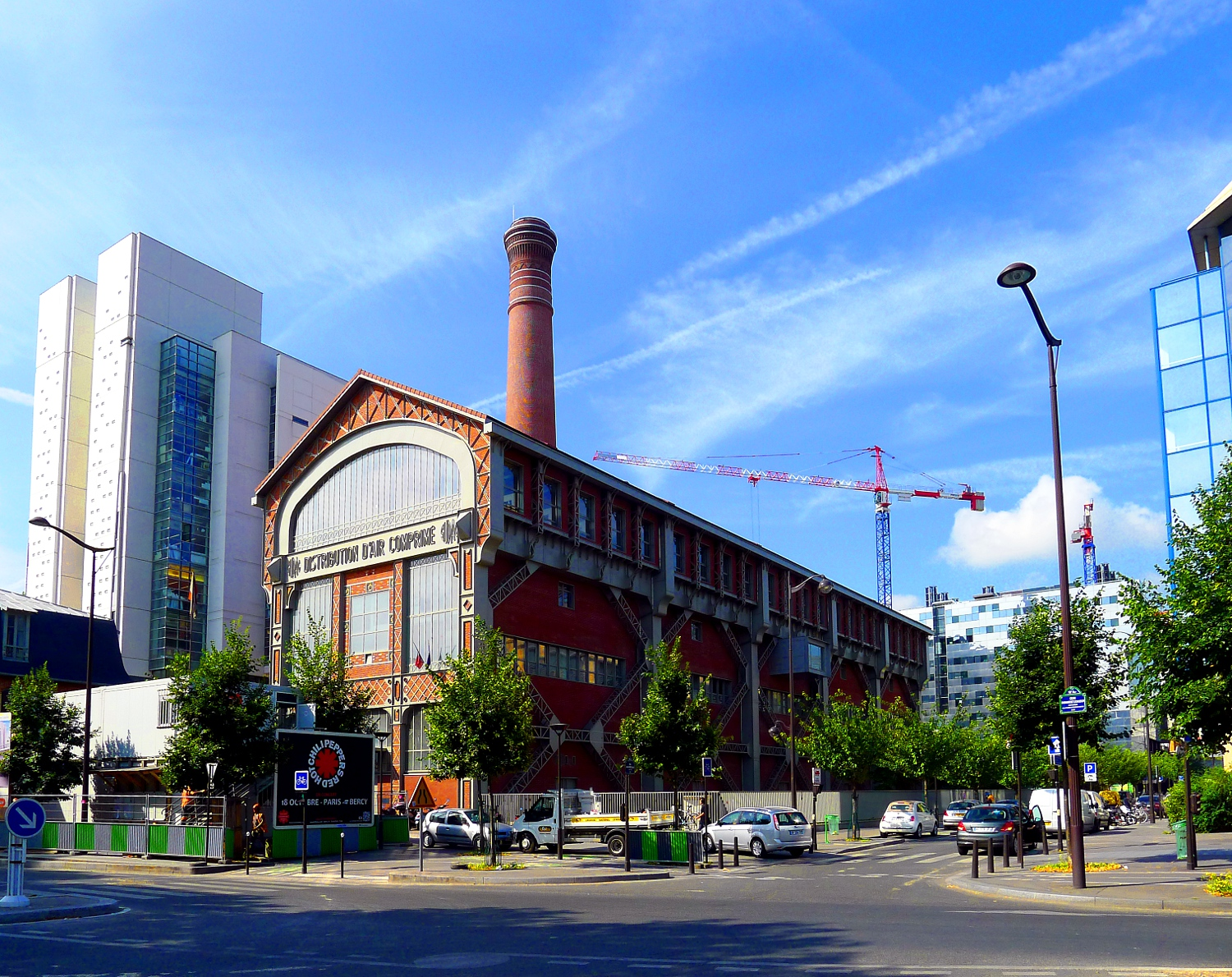
パリ13区にあった圧縮空気の旧工場

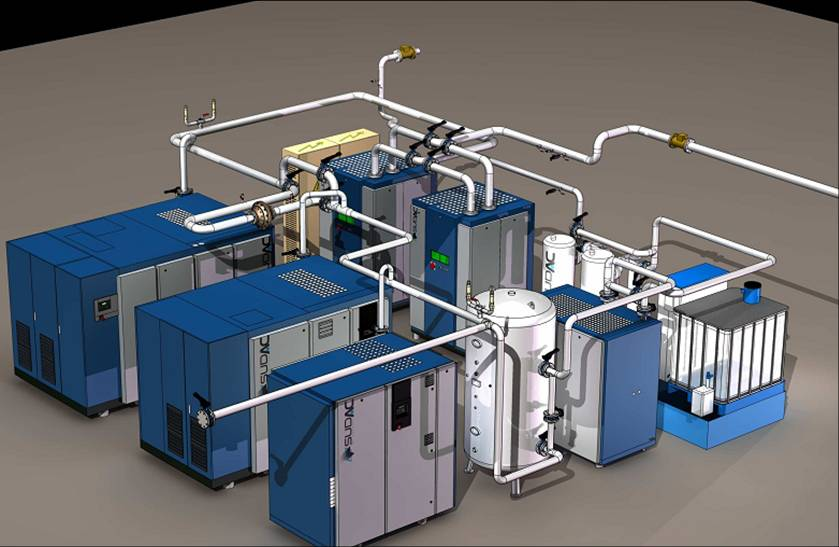
SUDAC社の圧縮空気製造設備

## 歴史
都市の中央に圧縮空気庫を設置しそこから高圧空気を工場や各家にエネルギー源として供給するというアイデアは古くから提案されていた、1840年には技師兼小説家のアントワーヌ・アンドロが圧縮空気時代の未来像を描いた。また、ジュール・ヴェルヌの1863年頃の作品とされる『二十世紀のパリ』には100年後の1963年のパリの状況として「パリ地下公社」がモンルージュの野原に設置された1853基の風車で50気圧の圧縮空気を供給し、これを利用して蒸気機関車の代わりに煙の被害を出さない圧縮空気のエネルギーで動く機関車がパリの大通りに敷設された高架鉄道を走り回り、製糸工場、製粉工場、様々な工房や製作所にはパイプを通して圧縮空気が供給され、動力源として使用されるという未来社会を描いている。
19世紀当時、パリの街角には多くの街頭時計が設置されていた。しかしこれら時計の精度が悪いためそれぞれが異なる時刻を示しており、これらの時間表示の統一が大きな問題であった。そこで1870年オーストリア人技師ヴィクトル・ポップは、サン＝ファルジョー通りに設置された中央の設備から各街頭時計にパイプを配管し、中央の時計の時刻に合わせて1分毎に各時計に高圧空気のパルスを送って全ての時計の分針を同時に進める事で、全街頭時計が表示する時刻を一致させるシステムを構築した。またポップは後の都市圧縮空気社（SUDAC）を設立しパリ市で地下水道を経由して各家庭や産業界に高圧空気の動力を供給するための気送管システムを構築した。同様なシステムはイギリスのバーミンガム、ドイツのベルリン、ドレスデンやオッフェンバッハ、アルゼンチンのブエノスアイレス等の都市でも施設された。パリでは1896年の時点で総延長50ｋｍの気送管が敷設され、中央に置かれた出力2.2 MWのコンプレッサーで550 kPa（約5.5気圧） の高圧空気を供給した。各顧客の使用量はメーターで計測された。
この高圧空気のエネルギーは市内の自動車工場、塗装工場等の主要動力源であると共に歯科医のドリル、裁縫工場、印刷工場、パン工場の機械の動力源、更には樽詰め生ビールのポンプシステムとして使われた。また、1886年J.G. Pobleにより空気圧式エレベーターが発明され高級住宅街では油圧式エレベーターに代わって普及しはじめ1910年時点で5800カ所に設置されていた。
更に、パリでは「プヌー（pneu）」と呼ばれた気送管を用いた手紙の配送システムを構築し1934年には136か所のパリの全郵便局間が全長450kmの気送管で結ばれ、数十分で手紙が目的地に到着していた。このシステムは1984年まで稼働していた。
電力会社との競合激化により圧縮空気式標準時計の時代は1927年に終わったが、圧縮空気網は更に成長を続け、SUDACの圧縮空気網は全長435kmにも達した。パリ地下の圧縮空気システムは1994年に終焉を迎え、13区のラ・ガール河岸にあったSUDACの工場は文化財に指定された。